# 天命奇御
《天命奇御》是由臺灣遊戲公司甲山林娛樂開發，英特衛多媒體发行的武俠題材動作角色扮演遊戲，於2018年8月8日發售Windows版本。2021年11月23日，其續作《天命奇御二》發行。

## 開發
本作是甲山林娛樂開發的首款PC單機遊戲，遊戲人物的立繪由漫畫家練任繪製。

## 剧情
本作男主角可以成为武林盟主、藏墨剑派总掌门、穹云帮帮主。

## 發行
2018年8月上市後，第一個DLC《伏虎迷蹤》於同年11月11日免費發布。

## 製作團隊
製作人：許任伯。

程式總監：謝鎮嶽。

美術總監：歐陽池。

主企劃：林暘穎。

劇本企劃：林暘穎、潘韻宇、許任伯、楊美悅。

劇情關卡企劃：周文智、李亞婷、林佳翰、黃日新。

系統戰鬥介面企劃：林暘穎、廖書賢。

音樂音效企劃：廖書賢、許任伯。

程式組：林億忠、張晉昌。

技術美術：廖文賢。

2D設定美術：歐陽池、程讌淨、羅翊華。

3D模型美術：廖文賢、陳俊宏。

3D場景美術：歐陽池、蔡思敏、吳思毅、林筱卿。

動作美術：歐陽池、蕭肇凱。

特效美術：張國康。

介面美術：程讌淨、陳俊佐。

## 評價
游戏在線上販售的Steam和WeGame平台均受到玩家的普遍好评，並於2019年「台北國際電玩展 遊戲之星」票選中贏得台灣研發遊戲銅獎及經濟部工業局主辦的數位内容産品奬主奪得單機遊戲類的年度最佳產品獎。